# Cinco-marias
Cinco-marias, pipoquinha ou belisco, é um jogo também conhecido como "brincadeira dos cinco saquinhos", ou "das cinco pedrinhas", que devem ter tamanhos aproximados. No caso dos saquinhos, são de tecido, de mais ou menos 3 por 4 cm, com enchimento de areia, farinha, grãos de arroz ou feijão.
As cinco-marias têm origem num costume da Grécia antiga. Quando queriam consultar os deuses ou tirar a sorte, os homens jogavam ossinhos da pata de carneiro (astrágalos) e observavam como caíam.
Cada lado de um ossinho tinha um nome e um valor, e a resposta divina às perguntas humanas era interpretada a partir da soma desses números. O lado mais liso era chamado kyon (valia 1 ponto); o menos liso, coos (6 pontos); o côncavo, yption (3 pontos); e o convexo, pranes (4 pontos).
Essa pode ser a origem dos dados (do latim, dadus, literalmente “dado pelos deuses”), segundo Renata Meirelles, autora do livro "Giramundo e outros brinquedos e brincadeiras dos meninos do Brasil".
Com o tempo, os ossinhos foram substituídos por pedrinhas, sementes e pedaços de telha até chegar aos saquinhos de tecido recheados com areia, grãos ou sementes, conta Meirelles.
Regras do jogo:
1. Jogar todos os saquinhos no chão (ou outra superfície) e pegar um deles sem tocar nos demais; jogar para o alto o saquinho escolhido, enquanto pega um dos outros quatro que estão no chão, e sem encostar nos restantes; segurar o saquinho na volta, com a mesma mão, antes que ele caia no chão; repetir o mesmo para cada um dos quatro saquinhos.
2. Novamente, jogar os cinco saquinhos no chão e pegar um, sem tocar nos restantes; repetir a etapa anterior, só que agora de dois em dois saquinhos.
3. Repetir tudo, mas desta vez pegando um saquinho e depois os três restantes ao mesmo tempo.
4. Jogar os saquinhos, pegar um, jogá-lo para o alto, pegar os quatro saquinhos restantes de uma só vez e em seguida pegar o saquinho que estava no ar sem deixar cair nenhum.
5. Na última etapa, jogar os cinco saquinhos no chão e pegar um sem tocar nos demais; com a outra mão, formar um túnel por onde os quatro saquinhos restantes deverão ser passados, um de cada vez, enquanto o saquinho escolhido estiver lançado ao ar.

Observação: Se o jogador tocar num dos saquinhos que estão no chão, que não seja o escolhido para a execução da jogada, ou deixar algum deles cair da mão, passará a vez ao próximo jogador. Ganha quem passar todas as fases.